# Ruta Nacional 168 (Argentina)
La Ruta Nacional 168 es una breve autopista argentina localizada en el este de la Provincia de Santa Fe, y que se extiende desde la intersección con la RN 11, en la ciudad de Santa Fe hasta la intersección con la RN 12, en la ciudad de Paraná (Entre Ríos).
Esta ruta atraviesa las islas La Guardia, Cañas, El Timbó y Santa Cándida. La importancia de esta ruta se debe a que es parte del Corredor Bioceánico Central, y por ello se realizaron obras para mejorar la capacidad de la carretera. Entre el Puente Oroño y el puente de acceso a Barrio El Pozo, el límite de velocidad es de 80 km/h. Con la inauguración del tramo entre el empalme con la RP 1 en la localidad de La Guardia y el túnel subfluvial el 1 de febrero de 2011, la ruta es autovía en toda su longitud.
Por su longitud, es una de las rutas nacionales más cortas del país.

## Localidades
Las ciudades y localidades por las que pasa esta ruta de noroeste a sudeste son las siguientes (los cascos de población con menos de 5000 habitantes figuran en itálica).

### Provincia de Santa Fe
Recorrido: 22 km (km 468 a 490).
- Departamento La Capital: Santa Fe (km 468-471) y La Guardia (km 475).

### Provincia de Entre Ríos
Recorrido: 14 km (km 494 a 508)
- Departamento Paraná: Paraná (km 494) y Empalme Ruta Nacional 12 (km 508)

## Áreas de servicio
Las siguientes nombradas son las áreas de servicio donde se puede repostar combustible, descansar, etc en los diferentes tramos de la Ruta A012.
- ESSO Servicentro Santa Fe. Ruta 168 km 4. Es dual (combustibles líquidos y GNC) y la única en toda la traza.